# Łazy, Condado de Bochnia
Łazy [ˈwazɨ] es un pueblo en el distrito administrativo de Gmina Rzezawa, dentro del Condado de Bochnia, Voivodato de Pequeña Polonia, en Polonia del sur. Se encuentra aproximadamente a 3 kilómetros del suroeste de Rzezawa, a 6 kilómetros al este de Bochnia, y a 42 kilómetros al este de la capital regional Cracovia.
El pueblo tiene una población de 1,000 habitantes aproximadamente.